# (3015) Candy
(3015) Candy és un asteroide pertanyent al cinturó exterior d'asteroides descobert per Edward L. G. Bowell el 9 de novembre de 1980 des de l'Estació Anderson Mesa, a Flagstaff, Estats Units.

## Designació i nom
Candy va rebre inicialment la designació de 1980 VN. Més endavant, el 1986, va ser anomenat en honor de l'astrònom britànic Michael P. Candy (1928-1994).

## Característiques orbitals
Candy orbita a una distància mitjana del Sol de 3,387 ua, podent acostar-s'hi fins a 2,802 ua i allunyar-se'n fins a 3,971 ua. Té una excentricitat de 0,1726 i una inclinació orbital de 17,4 graus. Triga 2.276 dies en completar una òrbita al voltant del Sol.

## Característiques físiques
La magnitud absoluta de Candy és 11,1 i el període de rotació de 4,625 hores.